# قبتين (السفيرة)
القبتين قرية سوريّة تتبع إداريّاً لمحافظة حلب منطقة السفيرة ناحية مركز السفيرة، بلغ تعداد سكانها 1,982 نسمة حسب التعداد السكاني لعام 2004.